# The White Buffalo (film)
The White Buffalo is een Amerikaanse western uit 1977 onder regie van J. Lee Thompson.

## Verhaal
Wild Bill Hickok jaagt op de witte bizon uit zijn dromen. Hij krijgt daarbij de hulp van het indianenopperhoofd Crazy Horse. Wanneer ze het dier eindelijk hebben gevonden, verloopt de jacht toch niet geheel volgens plan.

## Rolverdeling
| Acteur             | Personage                |
| ------------------ | ------------------------ |
| Charles Bronson    | Wild Bill Hickok         |
| Jack Warden        | Charlie Zane             |
| Will Sampson       | Crazy Horse / Worm       |
| Kim Novak          | Poker Jenny Schermerhorn |
| Clint Walker       | Whistling Jack Kileen    |
| Stuart Whitman     | Winifred Coxy            |
| Slim Pickens       | Abel Pickney             |
| John Carradine     | Amos Briggs              |
| Cara Williams      | Cassie Ollinger          |
| Shay Duffin        | Tim Brady                |
| Clifford A. Pellow | Pete Holt                |
| Douglas Fowley     | Amos Bixby               |
| Ed Lauter          | Tom Custer               |
| Martin Kove        | Jack McCall              |
| Scott Walker       | Gyp Hook-Hand            |